# Supernova 1006
SN 1006 war eine im Jahr 1006 im Sternbild Wolf an der Grenze zum Centaur aufgetretene galaktische Supernova.

## Beschreibung
Sie erreichte vermutlich eine Helligkeit von ca. −7,5 mag. Da sie sehr weit südlich stand, war sie im nördlichen Mitteleuropa nicht zu sehen.
SN 1006 dürfte das hellste natürliche punktförmige Himmelsobjekt gewesen sein, welches in der überlieferten Geschichte der Menschheit zu sehen war. Heute befindet sich an der Stelle der rund 2000 pc entfernten Supernova ein Supernova-Überrest, der als Radioquelle PKS 1459-41 katalogisiert ist.

## Berichte
Berichte von der Supernova sind aus China, Japan, dem Irak, Ägypten, Italien und der Schweiz (in der Fürstabtei St. Gallen) überliefert. Der persische Arzt und Naturwissenschaftler Avicenna beschrieb die Supernova in seinem philosophischen Hauptwerk, dem Buch der Heilung.
Den präzisesten zeitgenössischen Bericht von der Beobachtung der Supernova überlieferte der ägyptische Astrologe Ali ibn Ridwan (genannt „Hali“).

## Auswirkungen auf die Erde
SN 1006 hatte anscheinend keinen großen Einfluss auf die Erde, jedoch lassen sich im antarktischen Eis erhöhte Nitratwerte finden, die mit der von der Supernova ausgegangenen Gammastrahlung in Zusammenhang stehen könnten.